# 75 (nombre)
« Soixante-quinze » et « septante-cinq » redirigent ici. Pour l'année, voir 75.
Le nombre 75 (septante-cinq ou soixante-quinze) est l'entier naturel qui suit 74 et qui précède 76.

## En mathématiques
Le nombre 75 est :
- un nombre composé deux fois brésilien car 75 = 5514 = 3324 ;
- le 5e nombre pyramidal pentagonal ;
- le 5e nombre ennéagonal ;
- un nombre de Keith (par la suite 7, 5, 12, 17, 29, 46, 75) ;
- le 11e auto nombre en base dix ;
- le nombre de polyèdres uniformes.

## Dans d'autres domaines
Le nombre 75 est aussi :
- en France, le nombre d'années de mariage des noces d'albâtre ;
- le numéro atomique du rhénium, un métal de transition ;
- le numéro de la sourate Al-Qiyama dans le Coran ;
- le numéro du département français de Paris, repris de l'ancien département de la Seine en 1968 ;
- un canon français de 75 mm très utilisé pendant la Première Guerre mondiale ;
- années historiques : -75, 75 ou 1975 ;
- Ligne 75 .